# Ametralladora pesada Tipo 93
La Tipo 93 13 mm (九三式十三粍機銃 Kyū-san Shiki Jū-san Mirimētoru Kijū en japonés), designada como Cañón automático antiaéreo Tipo Ho 13 mm (ホ式十三粍高射機関砲 Ho Shiki Jū-san Mirimētoru Kōsha Kikanhō) en el Ejército Imperial Japonés, era una versión producida bajo licencia de la ametralladora pesada Hotchkiss M1929 13,2 mm que fue empleada durante la segunda guerra sino-japonesa y la Segunda Guerra Mundial.

## Historial de combate
La Tipo 93 formó parte del armamento antiaéreo de diversos buques de la Armada Imperial Japonesa, siendo empleada también en tierra por las Fuerzas Navales Especiales Japonesas. También fue el armamento principal de la tanqueta Tipo 92 Jyu-Sokosha y se instaló en el morro de una variante del bombardero medio Mitsubishi G4M.  

## Galería

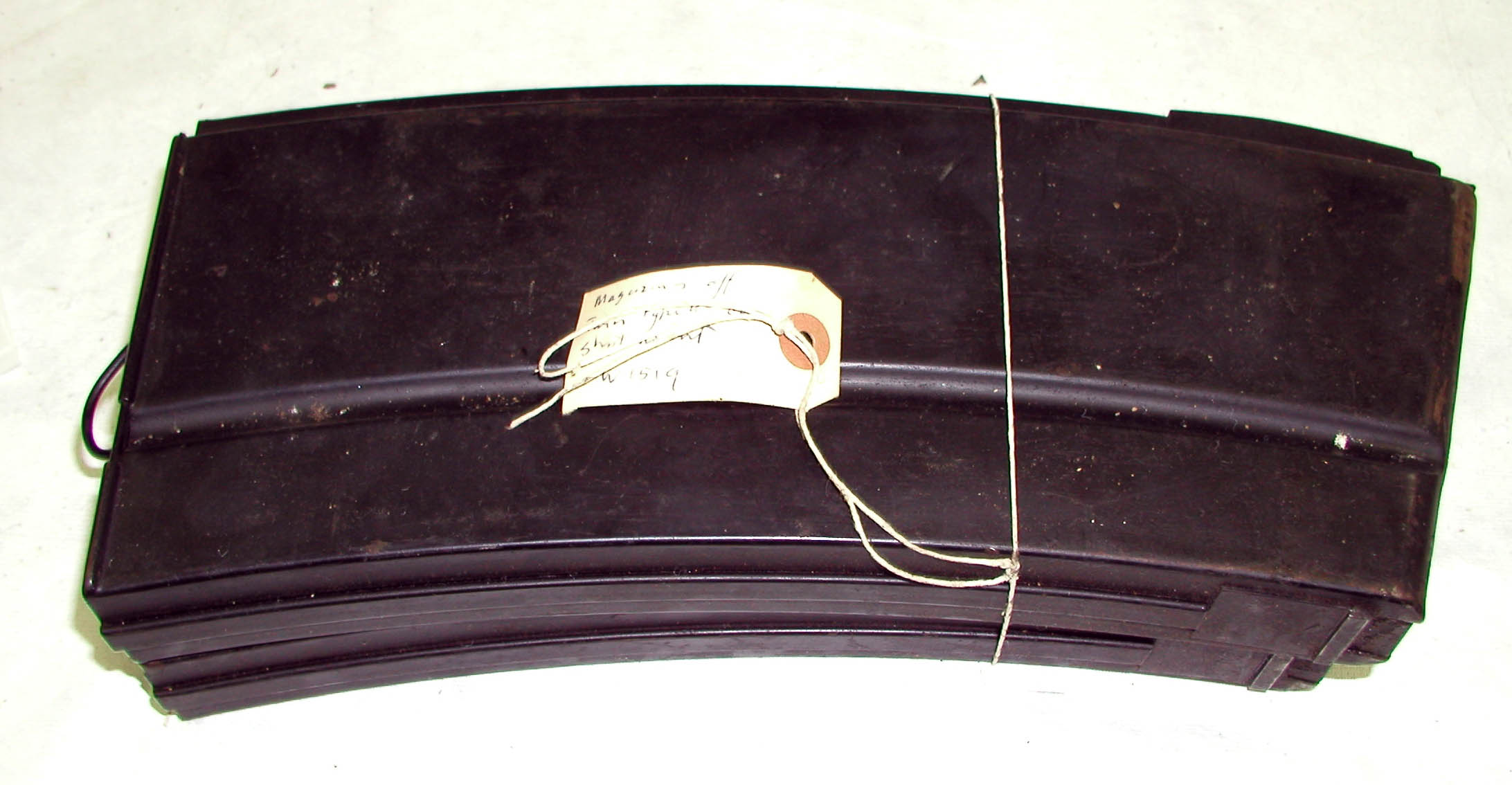
Dos cargadores japoneses de 30 cartuchos.
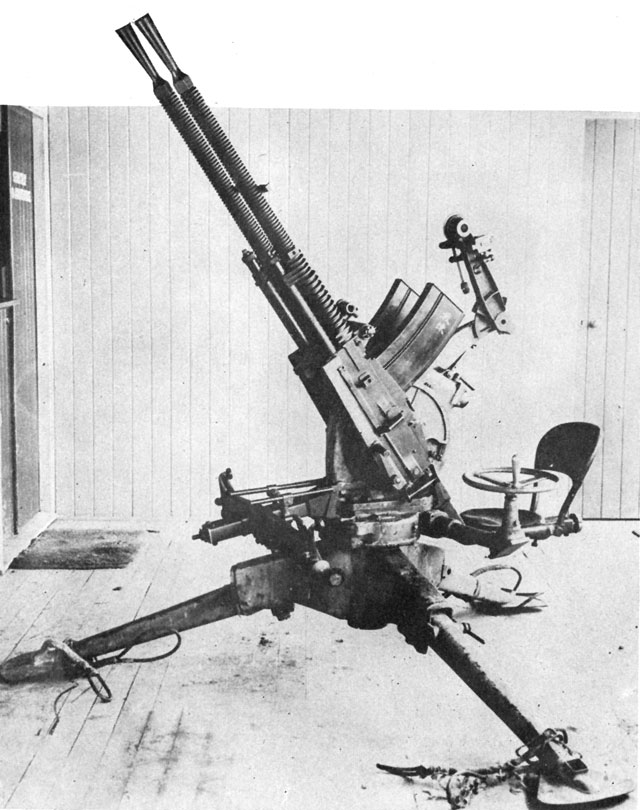
Batería doble japonesa, con sus Tipo 93.
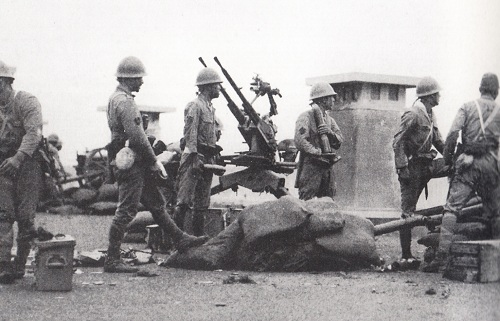
Soldados de las Fuerzas Navales Especiales Japonesas operando varias piezas de artillería en 1939. Al fondo puede verse una batería doble.
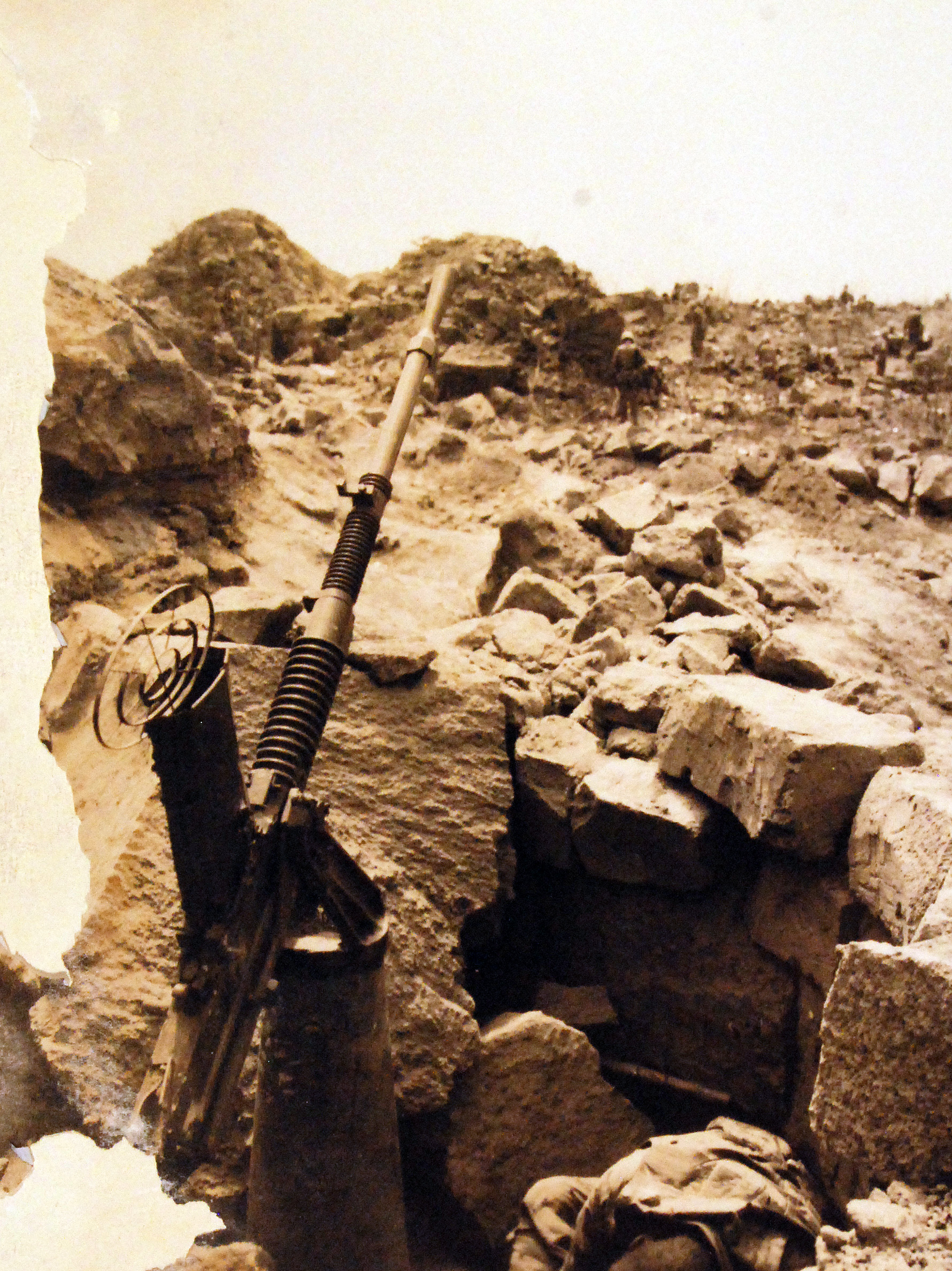
Una Tipo 93 montada sobre afuste de pedestal en Iwo Jima, 1945.